# Кашинка
Кашинка (рус. Кашинка) река је која протиче преко територије Кесовогорског и Кашинског рејона Тверске области, у европском делу Руске Федерације и лева је притока реке Волге и део басена Каспијског језера.
Извире код села Болдејева на територији Кесовогорског рејона, тече у правцу југоистока и након 128 km тока улива се у Волгу, односно у вештачко Угличко језеро. Површина сливног подручја Кашинке је 661 km².
Њене најважније притоке су Вонжа и Кист.
Речна долина је доста плитка, и у горњим деловима тока веома уска. Ширина обалне равнице је између 100 и 150 метара, са максималним дубинама до 2 метра. У горњем делу тока корито је ширине од 5 до 10 метара и шири се до максималних 800 метара у зони ушћа. Карактерише је веома слаб проток, у просеку око 4,5 m³/s, тако да у току лета њено корито готово у целости зарасте у бујну вегетацију. 
Под ледом је од средине новембра до средине априла. Пловна је дужином од 25 km узводно од ушћа.
На њеним обалама лежи варошица Кесова Гора и град Кашин.